# Петро, Густаво
Густаво Франсиско Петро Уррего (исп. Gustavo Francisco Petro Urrego, ɡusˈtaβo fɾanˈsisko ˈpe.tɾo uˈreɣo; род. 19 апреля 1960, Сьенага-де-Оро) — колумбийский политический и государственный деятель, экономист и бывший повстанец. Сенатор (2014—2018), кандидат на президентских выборах 2010, 2018 и 2022 годов. Президент Колумбии с 7 августа 2022 года.

## Биография
Густаво Петро родился 19 апреля 1960 года в городе Сьенага-де-Оро (провинция Кордова, Колумбия). Учился в колледже Hermanos de La Salle в Сипакире (департамент Кундинамарка).
В 17 лет, будучи студентом, вступил в леворадикальную партизанскую группировку Движение 19 апреля (M-19), возникшую в знак протеста против фальсификации выборов. Занимался военной и политической активностью, стал одним из руководителей группировки, а также был избран омбудсменом Сипакиры. В 1985 году был арестован за нелегальное владение оружием и осуждён на 18 месяцев. Вскоре после его ареста M-19 осуществила захват Дворца правосудия в Боготе, в результате чего было убито не менее 98 человек. Петро отрицает свою причастность к этому нападению. К тому времени, когда Петро был освобожден в 1987 году, он пришёл к выводу, что вооруженная революция — это не лучшая стратегия для завоевания народной поддержки, а два года спустя M-19 вступила в мирные переговоры с колумбийским государством. После амнистии Петро участвовал в формировании политической партии Демократический альянс M-19 (AD M-19).
После роспуска М-19 учился на экономическом факультете Университета Экстернадо Колумбии, затем изучал государственное управление в Высшей школе государственного администрирования. Учился в Папском университете Боготы, где получил степень магистра экономики. Продолжил обучение в Бельгии в Левенском католическом университете и Университете Саламанки.

## Политическая карьера
В 1990—1991 годах был советником правительства провинции Кундинамарка. В 1991—1994 и 1998—2006 годах — член Палаты представителей Колумбии.
В 1994—1996 годах служил первым секретарём посольства Колумбии в Бельгии.
В 2002 году был избран в Конгресс по Боготе от политического движения Vía Alterna, основанного им с Антонио Наварро Вольфом и другими бывшими товарищами по М-19. В этот период он был назван «лучшим конгрессменом» своими коллегами по парламенту.
В 2005 году участвовал в объединении левых партий в Альтернативный демократический полюс (на базе предшествовавшей коалиции Независимый демократический полюс) и в 2006—2010 годах был сенатором от альянса.
В 2010 году был кандидатом на президентских выборах, на которых получил 9 % голосов и занял 4 место. В 2011 году из-за ряда разногласий с руководством покинул Альтернативный демократический полюс и создал собственное Прогрессивное движение, чтобы участвовать в выборах мэра колумбийской столицы.
В 2011 году был избран мэром Боготы на трёхлетний срок с 2012 по 2015 год. Однако, в декабре 2013 года генеральный прокурор Колумбии постановил отправить его в отставку из-за решения мэра отобрать у частных фирм право вывозить мусор. В марте 2014 года он покинул мэрию, но 23 апреля президент Хуан Мануэль Сантос восстановил его на посту мэра по постановлению суда и Межамериканской комиссии по правам человека.
Запретив ношение оружия, в качестве мэра добился сокращения уровня убийств до минимального за два десятилетия показателя. Он также вводил меры по реабилитации наркозависимых и по борьбе с глобальным потеплением, однако его планы по сооружению метрополитена были отменены преемником, Энрике Пеньялосой, отдавшим предпочтение наземному транспорту.
В марте 2018 году был зарегистрирован кандидатом на президентских выборах от блока «Гуманная Колумбия». В первом туре получил 25 % голосов и вышел во 2-й тур, где, не получив прямой поддержки от второго левоцентристского кандидата Серхио Фахардо и набрав 42 % голосов избирателей, уступил кандидату от правых сил Ивану Дуке.
В конце 2021 года выдвинул себя в качестве предварительного кандидата от «Гуманной Колумбии», «Патриотического союза» и других левых партий, составивших коалицию «Исторический пакт для Колумбии». Во время выборов 2022 года в Конгресс был провозглашён кандидатом от коалиции (на выборах 13 марта коалиция заняла первое место, получив почти пять миллионов голосов, 20 из 102 мест в Сенате и 27 из 166 мест в Палате представителей). На пост вице-президента выдвинута Франсия Маркес.
На президентских выборах 2022 года вышел во второй тур и затем выиграл выборы во втором туре, став первым левым политиком во главе Колумбии.

## Личная жизнь
Имеет 5 детей:
- сын Николас — после отношений с Катей Бургос
- сын Андрес и дочь Андреа — после отношений с Мэри Лус Эрран, бывшим бойцом М-19
- дочь Антонелла — с нынешней женой Вероникой Алькосер (у неё имеется свой сын Николас)